# Castagnole Piemonte
Castagnole Piemonte is een gemeente in de Italiaanse provincie Turijn (regio Piëmont) en telt 1944 inwoners (31-12-2004). De oppervlakte bedraagt 17,3 km², de bevolkingsdichtheid is 112 inwoners per km².

## Demografie
Castagnole Piemonte telt ongeveer 771 huishoudens. Het aantal inwoners steeg in de periode 1991-2001 met 14,7% volgens cijfers uit de tienjaarlijkse volkstellingen van ISTAT.
| Jaar | Inwoneraantal |
| ---- | ------------- |
| 1991 | 1634          |
| 2001 | 1875          |

## Geografie
Castagnole Piemonte grenst aan de volgende gemeenten: None, Piobesi Torinese, Scalenghe, Osasio, Virle Piemonte, Cercenasco, Carignano.
1. ↑  https://demo.istat.it/?l=it.